# Quercus peduncularis
Quercus peduncularis är en bokväxtart som beskrevs av Luis Née. Quercus peduncularis ingår i släktet ekar, och familjen bokväxter. Inga underarter finns listade.